# Основні принципи системології

Ієрархічна організація систем (пунктиром позначено частину біологічної ієрархії, що досліджується екологією)

При́нципи формування концептуальних положень (підходів) до системоло́гії 
Серед принципів системології можна виділити кілька основних (Флейшман і ін., 1982; Розенберг, 1984).
Принцип ієрархічної організації (або принцип інтегративних рівнів;): дозволяє встановити супідрядність одна одній як природних, так і штучних систем (див. рис.). Дана схема досить умовна (наприклад, такий об'єкт, як ґрунт, повинен розглядатися як об'єднання об'єктів ієрархій А, B і C, а промислово-господарські системи — як об'єднання об'єктів ієрархій В, D і E). Відносний характер ранжування за наявних ознак Незважаючи на це, принцип ієрархічної організації виявляється досить корисним при вивченні складних систем (нижче буде розглянуто ще один пов'язаний з цим принцип — принцип рекурентного пояснення).
На прикладі цього принципу добре ілюструються відмова від редукціонізму як методології вивчення складних систем і можливість використання редукції як методу (схема ієрархічної організації світу заснована на редукції).
На користь даного принципу можна навести і слова відомого філософа Г. В. Ф. Гегеля (1975):
«Природа повинна бути розглянута як система сходинок, кожна з яких необхідно витікає з іншої і є найближчою істиною тієї, з якої вона виникала, причому, проте, тут немає природного (naturlich) процесу породження, а є лише породження в лоні внутрішньої ідеї, що становить основу природи».
Принцип несумісності Л.Заде (1974): чим глибше аналізується реальна складна система, тим менш певні наші судження про її поведінку. Іншими словами, складність системи і точність, з якою її можна аналізувати, пов'язані зворотною залежністю. Несумісність «простоти» моделі і точності передбачення поведінки описуваної нею складної системи добре помітив і А. А. Самарський (1979):
«… дослідник постійно перебуває між Сциллою і Харибдою ускладненості недостовірності. З одного боку, побудована ним модель повинна бути простою в математичному відношенні, щоб її можна було дослідити наявними засобами. З іншого боку, в результаті всіх спрощень вона не повинна втратити і „раціональне зерно“, суть проблеми».
Принцип контрінтуїтивної поведінки Дж. Форрестера (1974, 1978): дати задовільний прогноз поведінки складної системи на досить великому проміжку часу, спираючись тільки на власний досвід та інтуїцію, практично неможливо. Це пов'язане з тим, що наша інтуїція «вихована» на спілкуванні з простими системами, де зв'язки елементів практично завжди вдається простежити. Контрінтуїтивна поведінки складної системи полягає в тому, що вона реагує на вплив зовсім іншим чином, ніж це нами інтуїтивно очікувалося.
Решта принципів відносяться до моделей складних систем і становлять, власне, основу конструктивної системології.
Принцип множинності моделей В. В. Налімова (1971): для пояснення і передбачення структури та (або) поведінки складної системи можлива побудова кількох моделей, які мають однакове право на існування.
Проілюструємо цей принцип трьома прикладами. Перший з них запозичений з монографії О. М. Гілярова (1990) і демонструє відмінність механізмів явища, які можуть бути покладені в основу побудови моделей. На питання, чому соловейко (Luscinia luscinia), як і більшість інших комахоїдних птахів, що гніздяться в помірній зоні, восени відлітає на південь, можна дати чотири (які не виключають одна одну) відповіді:
- — Тому що взимку не здатний знайти достатньої для свого прожитку кількості комах (умовно назвемо таку відповідь екологічною);
- — Тому що такі ж перельоти здійснювали його предки або міграційна поведінка цих птахів є результатом закладеної в них генетичної програми (генетична відповідь);
- — Організм солов'я реагує на скорочення світлого часу доби низкою фізіологічних змін, в результаті чого виникає предміграційний неспокій і готовність до початку перельоту (фізіолого-генетична відповідь);
- — Відліт солов'їв в даній місцевості і в конкретний рік починається тому, що різке похолодання напередодні стимулювало додаткове підвищення міграційної активності (фізіолого-екологічна відповідь).

Кожному з цих механізмів можна поставити у відповідність певну модель і тоді один процес (відліт солов'їв на південь) буде описаний кількома моделями.
Другий і третій приклади запозичені з праць П. М. Брусиловського (1985, 1987). Динаміка і прогноз середньорічної чисельності водоростей Melosira baicalensis в оз. Байкал описуються (відмінність методів моделювання):
- Різними типами імітаційних моделей (Ізраель та ін., 1976[1]; Домбровський та ін., 1979[1]; Меншуткин та ін., 1981[1]; Ащепкова, Кузеванова, 1983)[1];
- Самоорганізується моделлю методу групового обліку аргументів (Івахненко та ін., 1980[1]; Брусиловський, 1987)[1];
- За допомогою еволюційного моделювання (Брусиловський, 1986)[1];
- За допомогою процедури «модельного штурму» (Брусиловський, Розенберг, 1983)[1].

Третій приклад демонструє різницю цілей моделювання одного і того ж екологічного процесу. Нехай має місце динаміка чисельності популяції деякого гризуна (наприклад, звичайної полівки Microtus arvalis). Ця динаміка становить інтерес для різних фахівців, які при побудові моделей будуть користуватися різною, як апріорною, так і апостеріорною, інформацією:
- Фундаментальні дослідження академічного вченого, спрямовані на розкриття генетико-екологічних механізмів динаміки популяції (полівка — традиційний об'єкт таких робіт);
- Дослідження фахівців сільського господарства, для яких популяція гризунів є шкідником зернових культур і за допомогою моделювання необхідно передбачити спалахи чисельності популяції і дати рекомендації з проведення захисних заходів;
- Дослідження фахівців-гігієністів, для яких популяція гризунів є можливим джерелом виникнення епізоотій.

Таким чином, для досягнення цих цілей можна побудувати безліч різних моделей (різних як щодо використовуваної інформації, так і за методами побудови); наприклад, імітаційну (Жигальський, 1984), вербальну (Груздев, 1980; Симак, 1995), статистичну методом головних компонент (Ефимов, Галактионов, 1983) та ін.
Принцип здійсненності Б. С. Флейшмана (1978, 1982): дозволяє відрізнити моделі складних систем від звичайних математичних моделей. Математичні моделі вимагають тільки вказівки необхідних і достатніх умов існування рішення (логічна несуперечність: що є насправді?). Моделі конструктивної математики додатково до цього вимагають вказівки алгоритму знаходження цього рішення (наприклад, шляхом повного перебору всіх можливих ситуацій; як треба це зробити?). Системологія розглядає тільки ті моделі, для яких цей алгоритм здійснимий, тобто рішення може бути знайдене із заданою імовірністю р0 за час t0 (р0, t0 — здійсненність; подолання складності або відповідь на питання: що ми можемо зробити?). Іншими словами, принцип здійсненності може бути сформульовано таким чином: ми не сподіваємося на везіння і у нас мало часу.
Принцип формування законів: постулюються здійсненні моделі, а з них у вигляді теорем виводяться закони складних систем. При цьому закони стосуються як систем, що мають місце зараз, так і майбутніх природних і штучних систем. Вони можуть пояснити структуру і поведінку перших і індукувати побудову других. Таким чином, закони системології носять дедуктивний характер і ніякі реальні явища не можуть спростувати або підтвердити їх справедливість. Останнє твердження слід розуміти так (Флейшман, 1982, с. 21): невідповідність між експериментом над реальною складною системою і законом може свідчити лише про невідповідність реальної системи того класу здійсненних моделей, для яких виведено закон, з іншого боку, відповідність експерименту закону ніяк не пов'язана з його підтвердженням (він цього не потребує, будучи дедуктивним) і дозволяє «залишатися» досліднику в рамках прийнятих при виведенні закону припущень і гіпотез.
Принцип рекурентного пояснення: властивості систем даного рівня ієрархічної організації світу виводяться у вигляді теорем (пояснюються), виходячи з постульованих властивостей елементів цієї системи (тобто систем безпосередньо нижчого рівня ієрархії) і зв'язків між ними. Наприклад, для виведення властивостей екосистеми (біоценозу) постулюються властивості і зв'язки популяцій, для виведення властивостей популяцій — властивості та зв'язку особин і т. д.
Принцип мінімаксної побудови моделей: теорія повинна складатися з простих моделей (min) систем наростаючої складності (max). Іншими словами, формальна складність моделі (наприклад, число рівнянь, що описують її) не повинна відповідати неформальній складності системи (принципи ускладнювання поведінки). Звідси випливає, що груба модель складнішої системи (наприклад, модель динаміки біоценозу з двох взаємодіючих популяцій Лотки-Вольтерра) може виявитися простішою від точнішої моделі простішої системи (наприклад, модель енергетичного балансу особини; Ханін, Дорфман, 1975, 1978). Цей принцип розглядається як аналог принципу «бритви Оккама»